# Condado de Jasper (Misuri)
El condado de Jasper (en inglés: Jasper County), fundado en 1841, es uno de 114 condados del estado estadounidense de Misuri. En el año 2008, el condado tenía una población de 104,686 habitantes y una densidad poblacional de 63 personas por km². La sede del condado es Carthage. El condado recibe su nombre en honor al Sargento William Jasper.

## Geografía
Según la Oficina del Censo, el condado tiene un área total de 1660 km² (640,9 mi²), de la cual 1658 km² (640,2 mi²) es tierra y 5 km² (1,9 mi²) (0.25%) es agua.

### Condados adyacentes
- Condado de Barton (norte)
- Condado de Dade (noreste)
- Condado de Lawrence (este)
- Condado de Newton (sur)
- Condado de Cherokee, Kansas (oeste)
- Condado de Crawford, Kansas (noroeste)

## Demografía
Según la Oficina del Censo en 2000, los ingresos medios por hogar en el condado eran de $31,323, y los ingresos medios por familia eran $37,611. Los hombres tenían unos ingresos medios de $28,573 frente a los $20,386 para las mujeres. La renta per cápita para el condado era de $16,227. Alrededor del 14.50% de la población estaban por debajo del umbral de pobreza.

## Transporte

### Carreteras principales
- Interestatal 44
- Interestatal 49
- U.S. Route 66 (1926-1985)
- U.S. Route 71
- Ruta 37
- Ruta 43
- Ruta 66
- Ruta 96
- Ruta 171

## Localidades
| - Airport Drive - Alba - Asbury - Avilla - Brooklyn Heights - Carl Junction | - Carterville - Carthage - Carytown - Duenweg - Duquesne - Fidelity | - Jasper - Joplin - Kendricktown - La Russell - Maxville - Neck City | - Oakland Park¹ - Oronogo - Purcell - Reeds - Sarcoxie - Waco | - Webb City |

¹no existe